# ハリウッド・ローズ
ハリウッド・ローズ (Hollywood Rose)は、アメリカのグラムメタル・バンド。1983年にクリス・ウェバーを中心に結成され、アクセル・ローズ、トレイシー・ガンズらが在籍した。1985年にL.A.ガンズと合体してガンズ・アンド・ローゼズを結成する。

## 経歴

### 結成 (1983)
1983年、バンド結成に興味持っていたクリス・ウェバー(G)は、友人のトレイシー・ガンズにイジー・ストラドリン(G)を紹介される。
その後すぐに、ウェーバーとイジーは曲の製作を始め、イジーの紹介で彼の幼馴染みのアクセル・ローズ（Vo、当時はビル・ローズと名乗っていた）が加入。また、リック・マース(B)、ジョニー・クライス(Ds)も加入し、初期のラインナップが完成する。バンド名はローズの提案により、アクセル(AXL)と命名。 ギグや数回のライヴを行った後、グループ名をローズ(Rose)に変更。しかし、他のバンドがすでに使っていたため、ハリウッド・ローズ(Hollywood Rose)に改名した。
初期はベーシストの入れ替わりが激しく、リックが同年中に脱退したあと、アンドレ・トロックス、ダニエル・ニコルソンと続いてスティーヴ・ダロウの加入で定着した。

### ガンズ・アンド・ローゼズ結成まで(1984-1985)
数々のライヴを行った後、1984年にミュージック・マシーンに出演。 そのライヴ中、クリスが誤ってギターのヘッドストックでローズを殴打。 ローズは暴れ出し、最終的にクリスはバンドから解雇され、後任に元ロード・クルーのスラッシュが加入した。しかし、クリスの解雇を不満に思ったイジーは、スラッシュの加入と同時にバンドを脱退。同時期にドラムのジョニーも脱退し、スラッシュのバンドメイトのスティーヴン・アドラーが加入した。バンドは同年に解散し、アクセルはL.A.ガンズに移籍する。
1985年1月、アクセル、イジー、スティーヴ、元L.A.ガンズのトレイシー、ロブ・ガードナーの5人で再結成するが、2ヶ月後に元L.A.ガンズのオーレ・ビーチがスティーヴに代わり、アクセルとトレイシーの互いの前身バンド名を組み合わせてガンズ・アンド・ローゼズ (Guns N' Roses)を結成。しかし、トレイシーとアクセルの関係が悪化し、トレイシーが脱退。同時期にオーレ、ロブもバンドを脱退し、トレイシーはL.A.ガンズを再結成する。

### 再結成 (1989-1990)
1989年、クリス、ジミー・スワン(Vo)、マット・ビール(G)、ドニー・ブルック(B)、キャプテン(Ds)の5人で再結成。アルバムのレコーディングを行ったが、リリースはしなかった。1990年に解散。
解散後、クリスは2004年にU.P.O.を結成。同年、バンド唯一のアルバム『ザ・ルーツ・オブ・ガンズ・アンド・ローゼズ』をリリース。このアルバムにはギルビー・クラーク、フレッド・コウリーが参加した。

## メンバー

### 最終ラインナップ
- ジミー・スワン – ボーカル (1989–1990)
- クリス・ウェバー – リード・ギター (1983–1984, 1989–1990)
- マット・ビール – リズム・ギター (1989–1990)
- ドニー・ブルック – ベース (1989–1990)
- キャプテン – ドラムス (1989–1990)

### 旧メンバー
- アクセル・ローズ – ボーカル (1983–1984, 1985)
- イジー・ストラドリン – リズム・ギター (1983–1984, 1985)
- ジョニー・クライス – ドラムス (1983–1984)
- リック・マース – ベース (1983)
- アンドレ・トロックス – ベース (1983)
- ダニエル・ニコルソン – ベース (1984)
- スティーヴ・ダロウ – ベース (1984, 1985)
- スラッシュ – リード・ギター、リズム・ギター (1984)
- スティーヴン・アドラー – ドラムス(1984)
- トレイシー・ガンズ – リード・ギター (1985)
- ロブ・ガードナー – ドラムス (1985)

## ディスコグラフィー

### コンピレーション・アルバム
- ザ・ルーツ・オブ・ガンズ・アンド・ローゼズ (2004)